# Armele din Avalon
Armele din Avalon (1972) (titlu original The Guns of Avalon) este a doua carte a Cronicilor Amberului, scrise de Roger Zelazny. Romanul reia acțiunea exact din locul în care o lăsase volumul precedent, Nouă prinți din Amber, dar include și o recapitulare a evenimentelor anterioare.

## Intriga
Corwin pornește prin nesfârșitele lumi ale umbrei în căutarea Avalonului, casa lui de altădată. În timp ce se apropie de acest loc, el trece prin ținutul Lorraine care, fiind aproape de Avalon în Umbră, are unele aspecte similare - este un regat medieval, care a fost condus cândva de o versiune-umbră a lui Corwin, iar mai recent de un rege numit Uther. Corwin găsește un om rănit, în care recunoaște umbra lui Lance, un cavaler al Avalonului. Corwin îl duce la Fortăreața lui Ganelon, aflată în apropiere, învingând pe drum două pisici gigantice, care îl numesc "Deschizătorul", confirmându-i temerile că ar fi responsabil pentru distrugerea din valea lui Garnath.
Corwin se întâlnește cu Ganelon, dar acesta nu îl recunoaște, deși a fost mâna lui dreaptă în Avalon până în momentul în care l-a trădat (aluzie la Ganelon din literatura medievală, despre care se spune că ar fi trădat armata lui Carol cel Mare musulmanilor), lucru pentru care Corwin l-a exilat într-o umbră nefamiliară - aceasta, se pare - lăsându-l să moară. Însă Ganelon a supraviețuit și, așa cum îi povestește lui Corwin, a devenit dintr-un conducător de proscriși un conducător al tuturor forțelor din Lorraine, care luptă împotriva unui rău straniu: un Cerc Fermecat de ciuperci otrăvitoare din care ies creaturi demonice și oameni fără suflet. Bănuind că aceasta are legătură cu blestemul de sânge pe care l-a proferat împotriva Amberului (la sfârșitul volumului precedent), Corwin acceptă să îl ajute.
În timp ce se află în Lorraine, antrenând soldați și revenindu-și după perioada de prizonierat, Corwin întâlnește o femeie de trupă numită tot Lorraine. Corwin simte că cineva încearcă să ia legătura cu el prin intermediul Atuurilor și blochează tentativa; Lorraine descrie o viziune în care vede un om pe care Corwin îl recunoaște a fi tatăl său și îi dezvăluie că fata ei - pe care a conceput-o prin vrăjitorie - a fost prima persoană moartă în Cercul Fermecat. Un demon înaripat, Strygalldwir, îl provoacă pe Corwin, dar acesta îl ucide cu sabia Modelului, Grayswandir, după ce își demonstrează abilitățile rar întâlnite de face vrăji.
Corwin, Ganelon și Lance conduc o armată împotriva Cercului Fermecat. În vârful unui turn, Corwin înfrânge conducătorul adversarilor, o creatură cu cap de țap care se dovedește a veni din Curțile Haosului, un loc aflat dincolo de Umbră, acolo unde umbrele nu mai urmăresc regulile obișnuite ale realității. Deși acum a devenit un erou, Corwin este temut de oameni din cauza legăturii cu umbra Corwin care a condus cândva Lorraine și care a rămas în amintire ca un tiran demonic. Lorraine este ucisă și jefuită de prietenul ei, Melkin, dar Corwin o răzbună, omorându-l la rândul său.
Corwin și Ganelon pornesc spre Avalon și află de la un dezertor că forțele Avalonului, conduse de un om cunoscut cs Protectorul, s-au luptat de curând cu o hoardă de furii palide, frumoase și reci - o forță a răului oarecum similiară celei din Cercul Fermecat din Lorraine. Corwin și Ganelon merg să îl întâlnească pe Protector, care se dovedește a fi fratele pierdut al lui Corwin, Benedict, cel mai bun spadasin și strateg militar în viață. Forțele lui au învins furiile, dar el și-a pierdut brațul în bătălie. Benedict îl primește cu căldură pe Corwin, dar refuză să îl susțină în pretențiile sale la tron, dezvăluindu-i că tatăl lor, Regele Oberon, nu a abdicat, așa cum credea Corwin, ci a dispărut pur și simplu.
Benedict îi trimite pe Corwin și pe Ganelon la reședința sa de la țară, unde Corwin o întâlnește pe tânăra Dara, stră-nepoata lui Benedict, care e dornică să afle mai multe despre Modelul Amberului. Străbaterea Modelului le dă descendenților regali ai Amberului capacitatea de a călători prin Umbră. Corwin află de la Dara că Benedict a fost vizitat de Julian, Gérard și Brand, apoi călătorește prin Umbră pe un Pământ paralel unde adună diamante de pe o coastă africană care nu a fost călcată de piciorul omului. Revenit la reședința lui Benedict, află de la Ganelon că în grădină s-au descoperit câteva cadavre proaspete - rezultatul intrigilor locale - și se implică într-o relație afectivă cu Dara.
Corwin și Ganelon observă că Umbra este străbătută de un drum întunecat, care pare a se întinde din Amber către toate Umbrele. Concentrându-se asupra Modelului, Corwin reușește să distrugă o secțiune a drumului, dar este contactat de Benedict prin intermediul Atuurilor. Bănuind că Benedict este furios pentru că a aflat de tentativa sa de a folosi Avalonul pentru a se înarma, sau pentru că se culcă cu Dara, Corwin încearcă să fugă în Umbră, dar este prins de Benedict, care îl acuză de crimă, provocându-l la duel. Incapabil să îi facă față, Corwin reușește să îl facă pe Benedict să calce pe o porțiune acoperită de iarbă neagră, știind că va fi prins de aceasta, întocmai cum se înt'mplase anterior cu Ganelon. Acest truc îi permite să îl lase inconștient și să scape, dar îl lasă în grija lui Gérard, pe care îl cheamă folosind Atuurile.
Corwin călătorește pe Pământ și asamblează o linie de producție pentru a-și asigura armamentul necesar asedierii Amberului. În timpul acestei călătorii, își vizitează casa din New York, unde găsește un mesaj de pace de la Eric, pe care îl respinge. În continuare, își recrutează o armată dintr-o Umbră similară celei din care recrutase anterior armata cu Bleys, antrenând-o să folosească armele de foc. Ajuns în Amber, Corwin dă peste o luptă disperată împotriva unor ființe care călăreau balauri cu două picioare din Curțile Haosului. Dincolo de interesele sale personale, Corwin este conștient că apărarea Amberului de agresorii externi este mai importantă, așa că ajută la câștigarea bătăliei înainte de a-l înfrunta pe Eric, rănit în timpul luptei. Înainte de a muri, Eric îi înmânează lui Corwin Giuvaierul Judecății și invocă un blestem împotriva dușmanilor Amberului.
În final, Dara reușește să parcurgă Modelul și, înainte de a dispărea, îl anunță pe Corwin că "Amber[ul] va fi distrus".

## Aluzii culturale
Unele imagini din carte sunt inspirate din arta Tarotului. De exemplu, când Ganelon leagă glezna tânărului dezertor blond de creanga unui copac, imaginea rezultată sugerează cartea de tarot "Spânzuratul". Roata pe care o visează Corwin este inspirată de cartea de tarot "Roata Norocului".
În afara faptului că este un personaj din literatura medievală, Ganelon este și numele personajului principal din romanul The Dark World al lui Henry Kuttner — una dintre sursele de inspirație principale ale cronicilor.
Poemul despre Avalon pe care Corwin i-l recită lui Ganelon face aluzie atât la Psalmul 137 ("Pe malurile râului Babilonului, ședeam jos și plângeam, când ne aduceam aminte de Sion") cât și poezia pentru copii "How many miles to Babylon".

## Diverse
Roger Zelazny a scris o scenă de sex explicit (după standardele anilor șaptezeci) între Corwin și Dara, amuzându-se apoi când editorul cărții i-a cerut să o elimine pentru a nu afecta vânzările către biblioteci. Scena eliminată nu a mai fost reintrodusă în vreo ediție ulterioară, fiind publicată pentru prima dată în The Collected Stories of Roger Zelazny, Volume 3: This Mortal Mountain.
Dara apare ca unul dintre personajele ilustrate din antologia Barlowe's Guide to Fantasy din 1996.
În 1996, Terry Bisson a realizat o adaptare BD în trei părți.